# رایشنو ایم مولکرایس
رایشنو ایم مولکرایس (به آلمانی: Reichenau im Mühlkreis) یک منطقهٔ مسکونی در اتریش است که در ناحیه اورفار اومگبونگ واقع شده‌است. رایشنو ایم مولکرایس ۱۰ کیلومتر مربع مساحت دارد ۶۶۷ متر بالاتر از سطح دریا واقع شده‌است.